# 新田川 (福島県)
新田川（にいだがわ）は、福島県浜通り北部を流れる河川。二級水系新田川の本流である。

## 地理
福島県相馬郡飯舘村西部の阿武隈高地に源を発し東へ流れ、南相馬市原町区泉と南相馬市原町区下渋佐の境界から太平洋に注ぐ。鮎釣り、鮭の栽培漁業が盛んである。

## 災害
- 2019年10月12日 - 午後10時30分頃、令和元年東日本台風（台風19号）の集中豪雨により水位が上昇。北新田地区と大谷地区で氾濫が起きた[1]。

## 支流
下流より記載
- 渋佐川
- 武須川
- 水無川
  - 大木戸川
    - 笹部川
- 境堀川
- 北川
- 比曽川（水源：笹峠付近）
  - 野手上川
- 飯樋川（水源：花塚山東麓）
- 股田川

## 河川施設
- 渋佐堰
- 西殿堰
- 上江頭首工
- 庚塚堰
- 高の倉ダム（水無川）
- 野手上ダム（風兼ダム）（野手上川）
- 岩部ダム（飯樋川）
- 大森堰

## 橋梁
下流より記載
- 鮭川橋（福島県道260号北泉小高線）
- 須賀内橋（南相馬市道55号上渋佐北泉線）
- 新桜井橋（国道6号）
- 西殿橋（福島県道74号原町海老相馬線）
- 新田川橋梁（JR常磐線）
- 新田橋（福島県道120号浪江鹿島線）
- 門前橋（南相馬市道141号北新田深野線）
- 木戸内橋（福島県道34号相馬浪江線）
- 庚塚橋（南相馬市道139号信田沢小池線）
- 新田川橋（常磐自動車道）
- 栢ノ木橋（福島県道12号原町川俣線）
- 中川原橋（南相馬市道266号大谷高倉線）
- 沼平1号橋（飯舘村道）
- 新大橋（飯舘村道）
- 褄ノ橋（福島県道31号浪江国見線）
- 中頃橋（飯舘村道）
- 大橋（飯舘村道）
- 中里橋（飯舘村道）
- 橋本橋（福島県道31号浪江国見線）
- 文蔵橋（福島県道31号浪江国見線）
- 文造橋（飯舘村道）
- 荒井橋（飯舘村道）
- 大師堂橋（飯舘村道）
- 久丸内1号橋（飯舘村道）
- 大森橋（飯舘村道）
- 稲葉山橋（飯舘村道）
- 松窪1号橋（飯舘村道）
- 松窪橋（飯舘村道）
- 関根橋（飯舘村道）
- 飯樋橋（国道399号）
- 中橋（飯舘村道）
- 田尻橋（飯舘村道）
- 馬越橋（飯舘村道）
- 早稲田橋（福島県道12号原町川俣線）

## 舞台となった作品
※発表順
映画
- 戦国自衛隊[2] - 主演・千葉真一、製作・角川春樹事務所による1979年の日本映画